# 조제 오스카르 베르나르지
조제 오스카르 베르나르지(1954년 6월 20일 ~ )는 브라질의 은퇴한 축구 선수이다.

## 국가대표 경력
그는 1978년 브라질대표팀에 데뷔했다. 그는 1978, 1982과 1986년 FIFA 월드컵 대표 선수로 선발되었다. 그는 국제 A매치 59경기에 출전해서 2골을 득점하였다.

## 통계
| 브라질 | 브라질 | 브라질 |
| 연도   | 출전   | 골     |
| ------ | ------ | ------ |
| 1978   | 11     | 0      |
| 1979   | 1      | 0      |
| 1980   | 4      | 0      |
| 1981   | 13     | 0      |
| 1982   | 11     | 1      |
| 1983   | 0      | 0      |
| 1984   | 2      | 0      |
| 1985   | 11     | 0      |
| 1986   | 6      | 1      |
| 합계   | 59     | 2      |

## 수상

#### 상파울루
- 브라질 전국 리그 : 1986
- 캄페오나투 파울리스타 : 1980, 1981, 1985, 1987

#### 닛산 자동차
- J리그 : 1988–89, 1989–90